# Villerable
Villerable é uma comuna francesa na região administrativa do Centro, no departamento Loir-et-Cher. Estende-se por uma área de 16,63 km². Em 2010 a comuna tinha 527 habitantes (densidade: 31,7 hab./km²).